# (143) Adria
(143) Adria – planetoida z pasa głównego asteroid okrążająca Słońce w ciągu 4 lat 217 dni w średniej odległości 2,76 j.a. Została odkryta 23 lutego 1875 roku w Austrian Naval Observatory (Pula, półwysep Istria) przez Johanna Palisę. Nazwa planetoidy pochodzi od Adriatyku, nad wybrzeżem którego dokonano odkrycia.